# Ukhozi FM
 (octobre 2023).
 (octobre 2023).
Si vous disposez d'ouvrages ou d'articles de référence ou si vous connaissez des sites web de qualité traitant du thème abordé ici, merci de compléter l'article en donnant les références utiles à sa vérifiabilité et en les liant à la section « Notes et références ».
Ukhozi FM est une station de radio sud-africaine gérée par la compagnie de radio et télédiffusion nationale SABC. Émettant dans l'ensemble du pays depuis [Quand ?], elle diffuse ses programmes en zoulou et en anglais.
Radio généraliste, ses émissions mêlent débats, bulletins d'information et musique, tant urbaine que traditionnelle. 
L'antenne est ouverte quotidiennement par l'émission matinale « Vuka Mzansi » (Bonjour l'Afrique du Sud en zoulou).